# Missy Peregrym
Missy Peregrym, właśc. Melissa Peregrym (ur. 16 czerwca 1982 w Montrealu) – kanadyjska aktorka i modelka (swoją karierę zaczęła w wieku 18 lat). Zagrała obok Jessiki Alby w Cieniu anioła.

## Filmografia
Filmy
- 2004: Kobieta-Kot
- 2006: Spadaj! jako Haley Graham
- 2007: Wide Awake jako Cassie Lang
- 2011 Something Red jako Amy
- 2012 Cybergeddon jako Chloe
- 2013 The Proposal jako Sara
- 2014 Backcountry jako Jenn
- 2017 Pyewacket (głos)

Seriale
- 2000–2005: Andromeda jako Lissett (gościnnie)
- 2000–2002: Cień anioła jako Hottie Blood (gościnnie)
- 2001: Tajemnice Smallville jako Molly Griggs (gościnnie)
- 2001–2004: The Chris Isaak Show jako Julia (gościnnie)
- 2003–2004: Agent przyszłości jako dziewczyna w barze (gościnnie)
- 2003: Black Sash jako Tory Stratton
- 2003–2005: Prawdziwe powołanie jako Gina (gościnnie)
- 2004–2005: Life As We Know It jako Jackie
- 2006: Herosi jako Candice Wilmer (gościnnie)
- 2006: Smallville: Vengeance Chronicles jako Molly Griggs
- 2007–2009: Żniwiarz jako Andi Prendergast
- 2010–2015: Nowe gliny jako Andy McNally
- 2012 Cybergeddon jako Chloe Jocelyn (9 epizodów)
- 2012 Cybergeddon Zips jako Chloe Jocelyn (gościnnie)
- 2016 Motyw jako Jessica Wilson (gościnnie)
- 2016 Hawaii Five-0 jako Bridget Williams (gościnnie)
- 2017 Prawo i porządek: sekcja specjalna Unit jako Zoey White (gościnnie)
- 2017 Szpital nadziei jako Layla Rowland (gościnnie)
- 2017 Nocna zmiana jako Lt. Reagan (gościnnie)
- 2017 Ten Days in the Valley jako Jamie (gościnnie)
- 2017–2018 Van Helsing jako Scarlett Harker/Van Helsing (Sezon 2-3)
- od 2018 FBI jako Maggie Bell